# Fontaine du port de Ripetta
La fontaine du port de Ripetta , en italien : fontana del porto di Ripetta, ou fontaine du navigateur, ou fontaine des navigateurs, en italien : fontana del Navigatore ou Fontana  dei Navigatori, est située sur la place del Porto di Ripetta, à Rome en Italie. Elle était installée au port de Ripetta jusqu'à ce qu'il soit démantelé, lors de la restauration des digues du Tibre et est transférée, à son emplacement actuel, au début du XXe siècle.

## Histoire
Le port de Ripetta est construit, en 1704, sur la rive gauche du Tibre, en amont du château Saint-Ange. Il s'agissait du deuxième port fluvial, par ordre d'importance, derrière celui de Ripa Grande. Situé près de la porte Portese, il est initialement construit au XIVe siècle afin de décharger les barges qui viennent du nord.
En 1610, l'ancien aqueduc de l'Aqua Trajana, renommé Acqua Paola, permet, entre autres, d'ériger de nouvelles fontaines sur son parcours, la ville de Rome étant mieux approvisionnée en eau.
En 1704, le nouveau port, souhaité par le pape Clément XI, est construit par Alessandro Specchi, assisté de Carlo Fontana.

### Source de la traduction
- (it) Cet article est partiellement ou en totalité issu de l’article de Wikipédia en italien intitulé « Fontana del porto di Ripetta » (voir la liste des auteurs).